# Zamek w Uściługu
Zamek w Uściługu – zbudowany w Uściługu prawdopodobnie w XIII w. przez ród książąt ruskich.

## Historia
W 1545 r. zamek należał do Jaronima Krupskiego a od 1577 r. do Mikołaja Łysakowskiego, kasztelana chełmskiego. Z początkiem XVIII w. miejscowość przeszła do rodziny ks. Lubomirskich.

## Architektura
Zamek był drewnianą budowlą obronną powstałą na planie czworoboku bronioną przez wysokie wały. W późniejszym okresie był rozbudowywany. Wtedy też powstało murowane założenie obronne, z którego jeszcze z początkiem XX w. pozostały fragmenty murów oraz wały.